# Núria Vilarrubla
Vilarrubla  Garcia est un nom espagnol. Le premier nom de famille, en général paternel, est Vilarrubla ; le second, en général maternel, souvent omis, est Garcia.
Núria Vilarrubla Garcia, née le 9 mars 1992 à La Seu d'Urgell, est une céiste espagnole pratiquant le slalom.

## Carrière
Núria Vilarrubla remporte sa première médaille individuelle aux Championnats d'Europe de slalom 2013 à Cracovie, terminant troisième en finale du canoë monoplace.

### Championnats du monde
- 2015 à Londres
  -  Médaille de bronze en C1
- 2019 à La Seu d'Urgell
  -  Médaille d'argent en C1 par équipe

### Championnats d'Europe
- 2013 à Cracovie
  -  Médaille de bronze en C1
- 2014 à Vienne
  -  Médaille d'argent en C1 par équipe
- 2015 à Markkleeberg
  -  Médaille d'or en C1 par équipe
  -  Médaille de bronze en C1
- 2016 à Liptovský Mikuláš
  -  Médaille d'or en C1
- 2018 à Prague
  -  Médaille de bronze en C1 par équipe
- 2019 à Pau
  -  Médaille d'argent en C1